# Упатниекс, Роланд
Ро́ланд Упа́тниекс (латыш. Rolands Upatnieks; 13 июня 1932 — 11 мая 1994) — советский латышский саночник, выступал за сборную страны в середине 1970-х годов. Участник зимних Олимпийских игр в Инсбруке, серебряный призёр Спартакиады народов СССР, вице-чемпион национального первенства. Также известен как тренер и конструктор, создатель бобслейного спорта в СССР. В 1980—1988 годах возглавлял сборную СССР по бобслею, участвовал в проектировании первых советских бобслейных саней, привёл советскую сборную к олимпийскому золоту в Калгари.

## Биография
Роланд Упатниекс родился 13 июня 1932 года. В молодости увлекался техникой, успешно участвовал в соревнованиях по авто- и мотоспорту (является шестикратным чемпионом СССР по мотоспорту), выступал в водно-моторных видах спорта. В 1965 году окончил Рижский политехнический институт, где обучался на факультете транспорта и машиноведения, примерно в то же время решил попробовать себя в санном спорте.
Представляя спортивное общество «Варпа», неоднократно становился чемпионом Латвии, в 1974 году выиграл серебряную медаль на Спартакиаде народов СССР, ещё через год получил серебро на чемпионате Советского Союза. Благодаря череде удачных выступлений удостоился права защищать честь страны на зимних Олимпийских играх 1976 года в Инсбруке — вместе со своим партнёром Валдисом Кюзисом занял в мужской парной программе девятое место. Во время Игр Упатниексу было 43 года и 59 дней, он стал самым возрастным участником зимних Олимпийских игр от СССР.
Вскоре после Игр перешёл на тренерскую работу, в 1977—1980 годах занимался подготовкой латвийской команды по санному спорту, а затем был назначен на пост главного тренера сборной СССР по бобслею.

### Энтузиаст бобслея
Упатниекс сыграл ключевую роль в распространении и развитии бобслея в стране: основал секцию и федерацию бобслея, конструировал бобслейные сани, отвечал за подбор  и тренировки спортсменов для национальной команды.
Группа специалистов латвийского ПО ВЭФ, изучив 60-летний мировой опыт производства бобслейных болидов и разобрав до винтика купленный за валюту итальянский боб, уже к концу 1980 года изготовила первые опытные снаряды. Как и итальянский аналог, советский боб состоял из двух частей, соединенных гибким торсионом. Опробовав образцы, спортсмены высказали ряд замечаний, которые были учтены инженерами при доводке конструкции.
В январе 1981 года рижский боб вышел на  чемпионат Европы в австрийском Игльсе, а  на чемпионате мира того же года экипаж в составе Яниса Кипурса и Айвара Шнепста занял 9-е место.  В 1982 году он стал четвертым на  Кубке Велтина. После этого экспериментальная группа по предложению Роланда Упатниекса сконструировала  боб монолитной конструкции, а не сборный из 2 частей, придав ему форму ракеты. Это уменьшило лобовое сопротивление конструкции и увеличило скорость. На первых же международных соревнованиях 1983 года «русская ракета», как прозвали латвийский боб на Западе, с экипажем Кипурс — Шнепст заняла второе место. Это положило начало бурному развитию бобслея в СССР.
Помимо совершенствования конструкции болида, Упатниекс придумал делать акцент на разгон, начиная посадку в боб метров на 15-20 позже, чем соперники, что давало выигрыш на первой засечке в 0,1 секунды, что  на финише увеличивало отрыв порой в 3-4 раза при условии чистого прохождения трассы.
Возглавляемая Упатниексом сборная участвовала в зимних Олимпийских играх 1984 года в Сараево, и его подопечные — пара Зинтис Экманис и Владимир Александров — сенсационно завоевали там бронзовые медали.
В 1986 году в латвийском городе Сигулда была построена первая в СССР санно-бобслейная трасса, отвечавшая мировым стандартам. Благодаря тренировкам на этой трассе советская сборная в 1988 году в олимпийском Калгари принесла Советскому Союзу первое в истории бобслейных соревнований золото (двойка Янис Кипурс и  Владимир Козлов), а в четверке с Гунтисом Осисом и Юрисом Тоне они завоевали еще и  бронзовые медали.
Несмотря на выдающиеся результаты, в 1988 году Упатниекса отстранили от работы по причине «финансовой нечистоплотности» и «тенденциозного подбора членов команды», при котором около 80 % членов сборной были латышами (недовольные спортсмены написали коллективное письмо в ЦК КПСС с просьбой уволить их наставника).
После распада СССР Упатниекс некоторое время занимался бизнесом. 11 мая 1994 года погиб в автокатастрофе, похоронен на Лесном кладбище в Риге. Его дочь Инара пошла по стопам отца и тоже стала саночницей, хотя сколько-нибудь значимых достижений не добилась.